# Turf maze

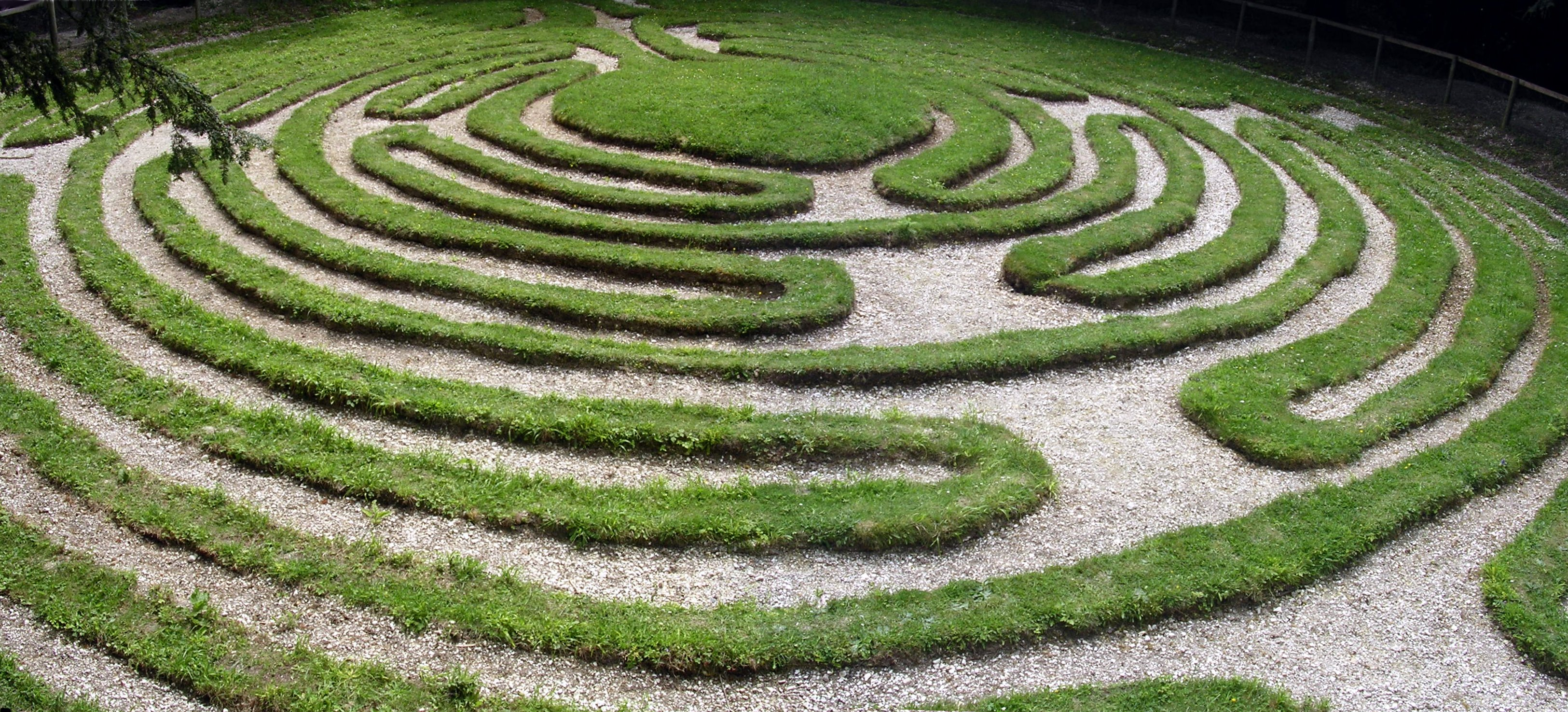
Turf maze w Breamore.

Turf maze – labirynt utworzony w ziemi lub wycięty w murawie. 
Tego typu labirynty tworzone były co najmniej od XII wieku. Były popularne m.in. w Anglii. Znajdowały się zazwyczaj na łące lub placu jarmarcznym przeznaczonym do zabaw i uroczystości. Jednym z zastosowań labiryntów łąkowych była rozrywka. Wspomina o nich William Szekspir w utworze Sen nocy letniej: the quaint mazes in the wanton green (w tłumaczeniu Józefa Ignacego Kraszewskiego: powikłane na łąkach chodniki).